# British Empire Union

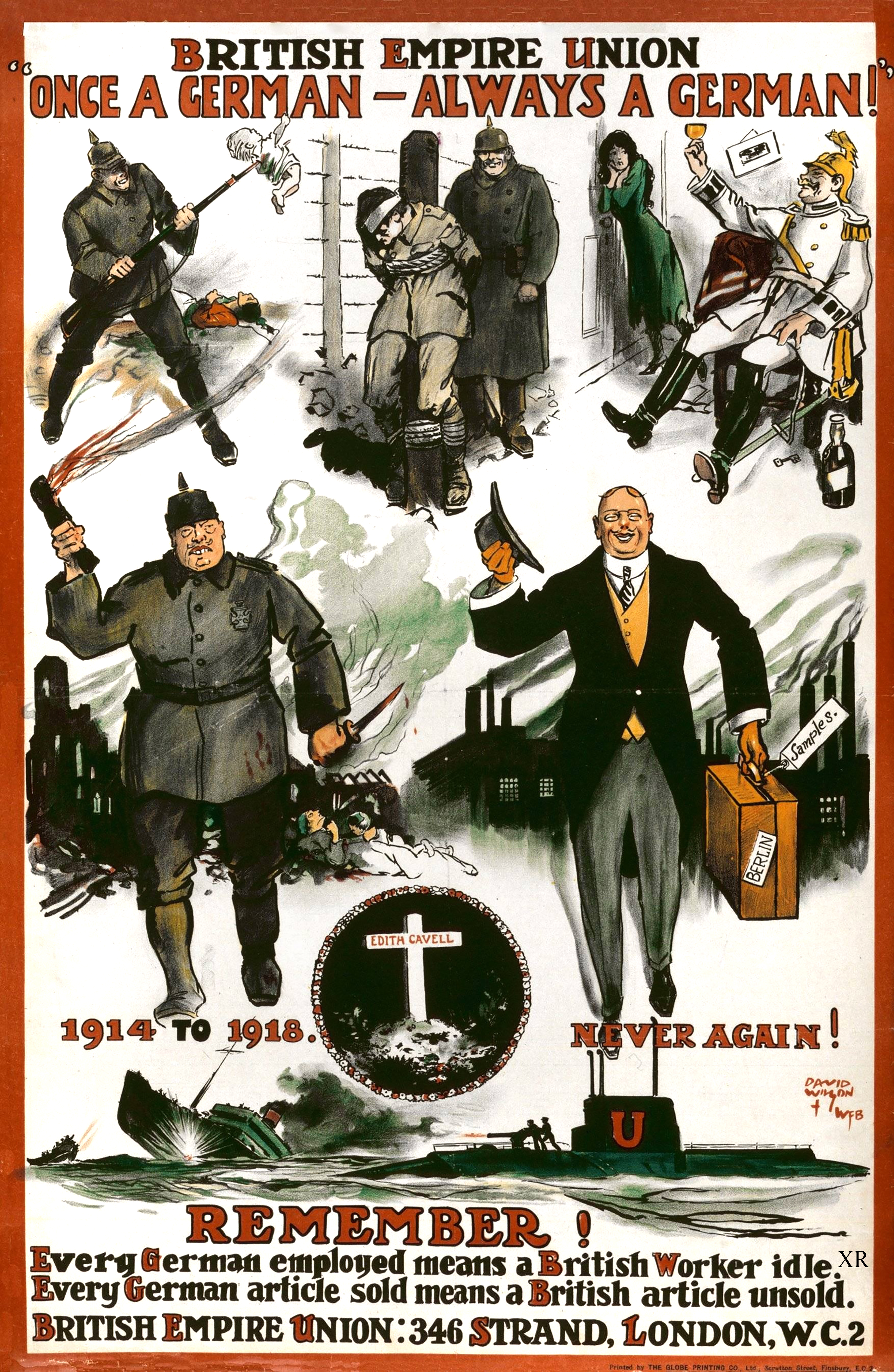
Cartell del British Empire Union, immediatament posterior a la Primera Guerra Mundial, titulat Once a German—always a German! (Una vegada que un alemany-sempre un alemany!

La British Empire Union (BEU) (Unió de l'Imperi Britànic) va ser creada al Regne Unit durant la Primera Guerra Mundial, el 1916, després que l'Anti-German Union (Unió antialemanya), fundada l'abril de 1915, canviés el seu nom. A partir de desembre de 1922 fins a l'estiu de 1952 va publicar un diari regular.
Es va crear per a defendre el patriotisme, la reforma social, la pau industrial, la promoció de l'Imperi Britànic i per a lluitar contra el socialisme.
El 28 de juliol de 1916, el vicepresident de la BEU, Seymour Bathurst i la seva esposa van publicar un anunci de pàgina completa al The Morning Post indicant els seus objectius:
El 1936, el diari soviètic Izvéstia va atacar la BEU com el principal oponent del socialisme en Gran Bretanya, i la BEU va citar amb orgull en el seu informe: «Cap altra societat va ser esmentada».
El 1960, va passar a anomenar-se British Commonwealth Union (Unió de la Commonwealth britànica). El 1975, va ser adquirida per un grup de consellers que va posar fi a les seves activitats polítiques.